# كاي ترامب
كاي ماديسون ترامب (ولدت في 12 مايو 2007) هي الابنة الكبرى لدونالد ترامب جونيور وفانيسا هايدون، والحفيدة الكبرى للرئيس الأمريكي الخامس والأربعين والسابع والأربعين دونالد ترامب . اكتسبت شهرة وطنية بعد خطابها لدعم الحملة الرئاسية لجدها في المؤتمر الوطني الجمهوري لعام 2024، وأصبحت بعد ذلك شخصية مشهورة على وسائل التواصل الاجتماعي.

## النشأة والتعليم
وُلِدت كاي ماديسون ترامب في 12 مايو 2007 في مدينة نيويورك. هي الطفلة الأولى لدونالد ترامب جونيور وفانيسا هايدون، والحفيدة الأولى لدونالد ترامب. تم تسميتها على اسم جدها الأكبر، عازف الجاز الدنماركي كاي إيوانز. وهي الحفيدة الأكبر بين خمسة أشقاء. التحقت في مدرسة بنيامين في مقاطعة بالم بيتش بولاية فلوريدا ومن المتوقع أن تتخرج في عام 2026.
في أغسطس 2024، اعلنت ترامب التزامها شفهياً بالالتحاق في جامعة ميامي للّعب في فريق الجولف الجامعي كعضو في فئة التوقيع لعام 2026.

## الأنشطة

### الجولف
ترامب هي لاعبة جولف هاوية. بدأت لعب الجولف في سن الرابعة، حيث كانت تتمتع بإمكانية الوصول إلى منشآت النخبة الرياضية والحصول على التوجيه من مدربين محترفين. 
في مدرسة بنيامين في مقاطعة بالم بيتش، فلوريدا، أصبحت ترامب قائدة فريق الجولف الجامعي في السنة الدراسية الثانية لها، وقادت الفريق إلى العديد من البطولات الإقليمية والمؤتمرية. وتشمل إنجازاتها الفردية الفوز ببطولة نادي السيدات لعام 2022 وبطولة نادي السيدات لعام 2024 في نادي ترامب الدولي في بالم بيتش، حيث سجلت تصنيفاً تنافسياً قدره +0.5. وعلى الرغم من كونها لا تزال هاوية، إلا أنها حصلت على رعاية من شركة كالاواي.
في أوقات فراغها، تلعب كاي ترامب الجولف بشكل متكرر مع جدها، الرئيس الأمريكي دونالد ترامب، وغالبًا ما تنضم إليه للعب الجولف في ملاعبه الخاصة.

### السياسة
ألقت ترامب خطاب في المؤتمر الوطني للحزب الجمهوري لعام 2024 في ميلووكي، ركزت فيها على علاقتها بجدها. حيث وصفت جدها في خطابها، بأنه "مجرد جد عادي" واعتبرته بأنه مصدر إلهام.  وصف جون مولولاند، رئيس التحرير السابق لصحيفة غارديان يو إس ذات التوجهات اليسارية، الخطاب بأنه "جزء من عملية تغيير محسوبة سياسياً" ووصفت كاي ترامب بأنها "أحدث المنضمين في طائفة عائلة ترامب"، بينما قال المعلق السياسي والمساهم المنتظم في شبكة سي إن إن فان جونز إن "الحفيدة خرجت وفتحت قلوبنا" وقال إن كاي ترامب قامت بعمل جيد في إضافة طابع الانسانية على دونالد ترامب وجعله يبدو محبباً. فيما صرحت ترامب بنفسها أنها ليست مهتمة بالترشح لمنصب عام، مشيرة إلى أنها تفضل البقاء بعيداً عن ذلك والتركيز على لعبة الجولف.

### وسائل التواصل الاجتماعي
بعد ظهورها في آر أن سي في يوليو 2024، حظيت ترامب باهتمام كبير، حيث قفز حسابها على إنستغرام من 125000 إلى 185000 متابع في أقل من 24 ساعة، وقد كان للحساب أكثر من 333000 متابع بحلول نهاية يوليو. [هل المصدر موثوق به؟]
حظيت ترامب باهتمام كبير لقيامها بتسجيل فيديو للاحتفال بفوز دونالد ترامب في الانتخابات الرئاسية الأمريكية لعام 2024 ولقوله إن إيلون ماسك "حصل على وضع العم" في 10 نوفمبر بعد دعمه الممتد لحملة دونالد ترامب وترشيحه. واعتباراً من 23 يناير 2025، بلغ عدد مشتركي قناة ترامب على اليوتيوب 845000 مشترك وحسابها على تيك توك 2.4 مليون متابع. بعد الانتخابات، تم تسليط الضوء عليها باعتبارها أحد المؤثرين المهمين المحتملين في تحسين شعبية دونالد ترامب بين الشابات، وكذلك حليفاً قوياً على وسائل التواصل الاجتماعي.